# Diadème–1
Diadème–1 (D–1C) francia geodéziai műhold.

## Küldetés
Fő cél geodéziai mérések végzése. Tervhez képest túl alacsony pályára állt, a meghatározott programot részlegesen teljesítette.

## Jellemzői
Gyártotta a Matra (Mecanique-Aviation-TRAction), üzemeltette a Francia Űrügynökség (CNES).
Megnevezései: Diadème–1; Diamant (D–1C); COSPAR: 1967-011A; Kódszáma: 2674.
1967. február 8-án a Hammaguiri (Algéria) Joint Test Center Special Weapons űrközpontból a Diamant–A hordozórakétával juttatták magas Föld körüli pályára (HEO = High-Earth Orbit). Az orbitális egység pályája 104,171 perces, 39,98 fokos hajlásszögű, elliptikus pálya perigeuma 596 kilométer, az apogeuma 1350 kilométer volt.
Egy tengelyesen a Föld mágneses terének irányában forgással spinstabilizált űreszköz. Átmérője 50, magassága 20 centiméter, tömege 22,7 kilogramm. A testen 144 reflektort (fényvisszaverőt) helyeztek el. Energia ellátását 4 darab, fixen rögzített napelem, éjszakai (földárnyék) energiát ezüst-cink akkumulátorok biztosították. Tervezett szolgálati idő 50 hónap. Telemetria rendszer (136 MHz-es frekvencián) biztosította az adatforgalmat. A geodéziai programot a Smithsonian Asztrofizikai Obszervatórium (SAO) készítette. Fényképészeti programjához Baker – Nunn kamerákat alkalmaztak. Helyzetmeghatározóval rendelkezett.
Programja
1. lézeres, optikai, radar helymeghatározást és geodéziai méréseket biztosított,
2. földmérési célokra doppler távolságmérést végzett (150/400 MHz),

1970 januárjában befejezte aktív szolgálatát, 1971 júniusában lézerrel még tartottak kapcsolatot.
Következő, felépítésében, programjában megegyező műhold a Diadème–2.

## Külső hivatkozások
- Diadème. lib.cas.cz. [2013. október 13-i dátummal az eredetiből archiválva]. (Hozzáférés: 2014. február 10.)
- Diadème. astronautix.com. (Hozzáférés: 2014. február 10.)
- Diadème. nasa.gov. (Hozzáférés: 2014. február 10.)
- Diadème. skyrocket.de. (Hozzáférés: 2014. február 10.)